# Kalanchoe bouvetii
Kalanchoe bouvetii (o Bryophyllum bouvetii) és una espècie de planta suculenta del gènere Kalanchoe, de la família de les Crassulaceae.

## Descripció
Planta perenne de 10 a 40 cm d'alçada, amb rizoma subterrani.
Tiges decumbents, cobertes de llargs pèls simples i pèls glandulars més curts.
Les fulles de les tiges estèrils són gruixudes, més o menys piloses amb pèls simples, pecíol 5 a 6 mm, làmina de 1,5 a 3 cm de llarg i de 0,5 a 1 cm d'ample; les fulles de les tiges florals són fines, peciolades, pecíol de 7 a 10 mm, làmina verda amb taques marrons, estretament ovat-oblong, oblong a sublinear, de 6 a 7,5 cm de llarg i de 0,5 a 2,5 cm d'ample, punta aguda a obtusa, base atenuada, marges irregularment crenats.
Les inflorescències amb panícules corimboses, de 3 a 19 cm, pedicels de 3 a 7 mm, piloses i glandulars.
Les flors són pèndules, piloses i glandulars, tub de calze de 4 a 5 mm, sèpals deltoides, subaguts, de 2 a 3,5 mm de llarg i de 1,5 a 2,4 mm d'ample, corol·la blanca, rosada a porpra, tub amb més o menys 4 angles, de 11 a 23 mm, pètals obovats, aguts, de 3 a 6 mm de llarg i de 2,5 a 4,5 mm d'ample, estams inserits cap a la meitat o més amunt del tub del corol·la.

## Distribució
Planta endèmica del nord-oest de Madagascar. Creix en roques ombrívoles humides.

## Taxonomia
Kalanchoe bouvetii va ser descrita per Raymond-Hamet i Joseph Marie Henry Alfred Perrier de la Bâthie (Raym.-Hamet & H.Perrier) i publicada als Annales du Musée Colonial de Marseille, sér. 3, 2: 192. 1914.

### Etimologia
Kalanchoe: nom genèric que deriva de la paraula cantonesa "Kalan Chauhuy", 伽藍菜 que significa 'allò que cau i creix'.
bouvetii: epítet atorgat en honor del botànic francès Georges Bouvet.

### Sinonímia
- Bryophyllum bouvetii  (Hamet & H.Perrier) Berger (1930)